# Consell de la mercaderia
El Consell de la mercaderia fou l'òrgan de govern de les corporacions o col·legis de mercaders de les ciutats i les viles mercantils catalanes sorgits als segles xiv i xv.
La llotja o llotjes eren els llocs on tenien la seva seu els consells de la mercaderia, els quals actuaven conjuntament amb els cònsols de mar o de llotja i amb els defenedors, anomenats "defenedors de la mercaderia". Aquest Consell tenia la funció de mantenir, defensar i fomentar el comerç, de donar llicència per exercir-lo, fins i tot als estrangers, i també de tenir cura de les imposicions, especialment de col·lectar el dret del pariatge o de l'imperiatge. Es precisament per aquest motiu, que fou anomenat sovint també consell del pariatge o de l'imperiatge, i concretament a Barcelona rebé el nom de Consell dels Vint. Aquests òrgans, però, foren suprimits amb els decrets de Nova Planta dels anys 1707 al 1716, i foren substituïts, a les ciutats més importants, al segle xviii, per les anomenades juntes de comerç. A més d'aquests òrgans permanents, també es reunia ocasionalment l'assemblea general de mercaders matriculats, anomenada consell general de mercaders.